# 中国留日同学会
中国留日同学会 (ちゅうごくりゅうにちどうがくかい)とは、日中の学術交流に基づく公益団体であり、社会貢献活動や日中友好を促進する主旨で日本と中国の社会の発展のため、様々な形で各分野において交流や友好を推進している。

## 概要
互助・友好という理念の下で、日本で就職している中国人留学生OBより1995年10月に設立された。会員は主に関西地区で就職している留学生OBからなり、関西地区以外及び帰国した留学生OBも多数登録されている。会員の学位構成は博士40％、修士30％、学士30％となっている。成立以来、種々活動を通して、会員間の交流、日中友好、学術交流に力を入れている。

## 主な業務内容
サイトより抜粋
- 在日中国人留学生及び関連団体と連携し、科学技術、経済、文化、教育、医療等各分野での交流や提携を行い留学生・日本留学経験者の祖国への貢献を促す
- 各種経済コンサルティングサービスを展開し、国と地方経済の発展及び日本との経済交流を促すために、アイデアを出しあう
- 多様な形やルート、学術交流の強化や様々な娯楽活動などを通じて、留学生・日本留学経験者の交流と友好を促す
- 留学生・日本留学経験者の意見と要望を反映させ、会員の合法的な権益を守り、会員の仕事や生活を重視し留学生・日本留学経験者のためのサービスに努力する
- 優秀な留学生・日本留学経験者を表彰、奨励し、人材を積極的に推薦する
- 中国にある日本機関、団体、様々な人々との連絡や交流を積極的に展開し、民間交流を通じてお互いに理解と友好を深める

## 主な日本留学者
- 李大釗
- 周恩来
- 魯迅
- 郭沫若[3]

## 沿革
- 李大釗らにより1915年に日本で中国留日同学総会として創立された[4]
- 日本で就職している中国人留学生OBにより1995年10月に中国留日同学会として設立された[1]
- 中国共産党中央統一戦線部および欧美同学会が1998年、在日中国人科学者・技術者のための組織として再度設立した[5]。

## 歴代会長
- 陳偉
- 郭試瑜
- 陳洪源
- 汪先恩
- 陳建君
- 江岩

等

## 海外の高度技術獲得計画との関わり
オーストラリア戦略政策研究所（ASPI）によると、中国共産党が違法または不正な手段で、海外から高度技術を持つ人材を獲得しているとの報告を発表した。中国の「千人計画」をはじめとする人材獲得運動は、知的財産の窃盗やスパイ行為に関連し、人民解放軍の現代化に使用されている。その中国の求人ネットワークは、日本を含め600拠点あり、規模は拡大しているという。中国留日同学総会は、日中間の学者や留学生の交流を通じて、中国共産党の影響力を海外に及ぼすための組織とされる。同学会のトップは、統一戦線部や欧美同学会の幹部が歴任しているとされる。